# Synchaeta prominula
Synchaeta prominula är en hjuldjursart som beskrevs av Ludmila A. Kutikova och Vasilieva 1982. Synchaeta prominula ingår i släktet Synchaeta och familjen Synchaetidae. Inga underarter finns listade i Catalogue of Life.